# Mimudea nordmani
Mimudea nordmani là một loài bướm đêm trong họ Crambidae.